# Xã Zumbrota, Quận Goodhue, Minnesota
Xã Zumbrota (tiếng Anh: Zumbrota Township) là một xã thuộc quận Goodhue, tiểu bang Minnesota, Hoa Kỳ. Năm 2010, dân số của xã này là 586 người.